# Komisarz Praw Człowieka Rady Europy

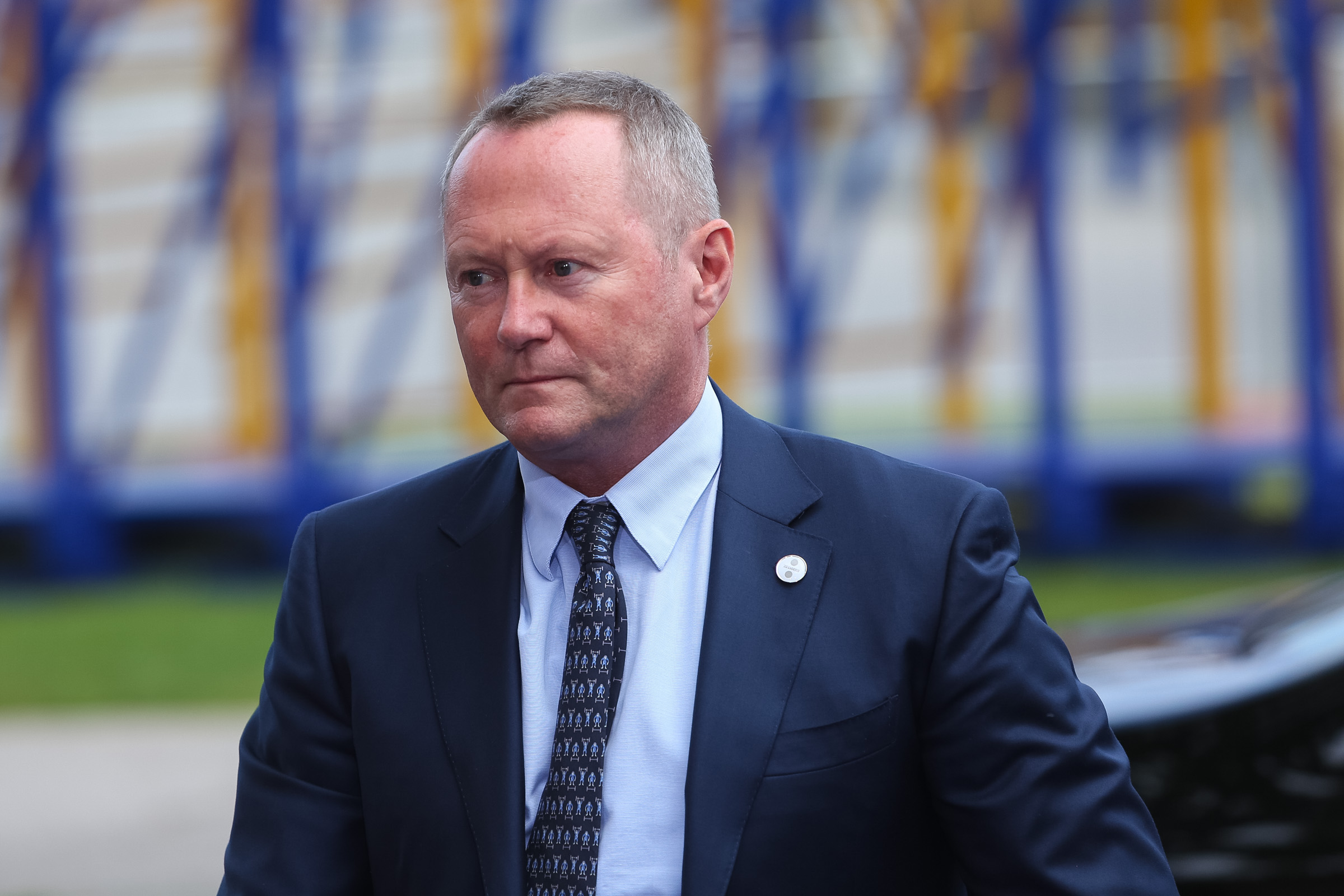
Aktualny Komisarz Praw Człowieka Rady Europy - Michael O'Flaherty

Komisarz Praw Człowieka Rady Europy jest to niesądowa instytucja, która ma za zadanie wspierać promocję praw człowieka w edukacji, wspomagać ombudsmanów, ustalać braki w prawodawstwie, dostarczać informacji w zakresie praw człowieka. Komisarz współpracuje z międzynarodowymi i narodowymi organizacjami i instytucjami monitorującymi przestrzeganie praw człowieka. Głównymi partnerami Komisarza są: Organizacja Narodów Zjednoczonych i jej wyspecjalizowane agendy, Unia Europejska oraz Organizacja Bezpieczeństwa i Współpracy w Europie. Obecnie na jego stanowisku zasiada Michael O'Flaherty. 

## Powstanie
Decyzję o utworzeniu urzędu Komisarza Praw Człowieka Rady Europy podjęto na jubileuszowym posiedzeniu (z okazji 50-lecia istnienia Rady Europy) Komitetu Ministrów Rady Europy w Budapeszcie w dniu 7 maja 1999 roku. Dokładny status tej instytucji określa uchwała (99) 50 o Komisarzu Praw Człowieka Rady Europy. Utworzenie tego urzędu nawiązuje do postanowień, jakie przyjęto 10–11 października 1997 roku podczas II-go Szczytu RE w Strasburgu.

## Wybór
Komisarz wybierany jest na sześcioletnią kadencję, bez prawa do reelekcji. Wyboru dokonuje Zgromadzenie Parlamentarne z listy trzech kandydatów przedłożonej mu przez Komitet Ministrów. Kandydaci – obywatele krajów należących do RE – zgłaszani są przez państwa członkowskie. Kryteria, jakie muszą spełniać, są następujące: „(…) muszą być wybitnymi osobowościami o wysokich kwalifikacjach moralnych, uznanym dorobku w dziedzinie praw człowieka, znanymi z przywiązania do wartości Rady Europy oraz posiadającymi osobisty autorytet niezbędny do skutecznego wypełniania misji Komisarza.”
Od 1 kwietnia 2024 funkcję tę pełni Michael O'Flaherty - irlandzki prawnik zajmujący się prawami człowieka. Pełnił funkcję dyrektora Agencji Praw Podstawowych UE (2015–2023), członka Komitetu Praw Człowieka (2004–2012), głównego komisarza ds. praw człowieka w Irlandii Północnej (2011–2013) oraz na różnych stanowiskach w Biurze Wysokiego Komisarza ds. Praw Człowieka, zwłaszcza przy rozpoczynaniu operacji w krajach dotkniętych konfliktami, takich jak Sierra Leone oraz Bośnia i Hercegowina. Wcześniej komisarzami byli: Dunja Mijatowić (2018-2024), Nils Muižnieks (2012–2018), Thomas Hammarberg (2006–2012) i Álvaro Gil-Robles (1999–2006).

## Kompetencje
Komisarz ma następujące kompetencje:
- może wydawać zalecenia i opinie;
- może kierować raporty dotyczące poszczególnych kwestii do Komitetu Ministrów bądź Zgromadzenia Parlamentarnego;
- może przedkładać pisemne uwagi i uczestniczyć we wszelkich sprawach rozpatrywanych przez Izby i Wielką Izbę ETPC (art. 36 ust 3 EKPC, w brzmieniu ustalonym art. 13 Protokołu 14);
- przygotowuje roczne raporty dla Komitetu Ministrów i Zgromadzenia Parlamentarnego;
- odbywa podróże do poszczególnych krajów członkowskich Rady Europy, podczas których zapoznaje się z sytuacją w wojsku, szkołach, sądownictwie, więzieniach, sprawdza jak przestrzegane są prawa człowieka.